# Dominique Arribagé
Dominique Arribagé (nacido el 11 de mayo de 1971 en Suresnes) es un ex futbolista y entrenador de fútbol francés. Jugaba como defensa. Actualmente trabaja como responsable de los fichajes del Toulouse FC de la Ligue 1.

## Biografía

### Como jugador
Defensor formado en las categorías inferiores del Colomiers Muret y, a continuación, en el Toulouse FC, Arribagé debutó en la Ligue 1 en 1992. En 1998, abandonó Toulouse y fichó por el Stade Rennais con la llegada de François Pinault al frente del equipo bretón. Rápidamente se convirtió en el capitán del conjunto rojinegro, con el que jugó 166 partidos de liga y anotó 14 goles gracias a un juego de cabeza particularmente eficiente y eficaz. Fiel a sus colores, deja Rennes en junio de 2004 para unirse a su antiguo club, el Toulouse FC, que le ofreció un proyecto atractivo. Sin embargo, se lesionó en la pretemporada de 2007, por lo que no estuvo disponible para jugar el campeonato y el equipo necesitó de Mauro Cetto para reemplazarlo. Con 36 años, Dominique Arribagé era entonces el decano de la Ligue 1.
Al final de la temporada 2007-2008, expira su contrato con el Toulouse FC y, al no llegar a un acuerdo para su renovación, colgó las botas. 

### Como entrenador
Tras su retirada, comenzó a trabajar en el Toulouse como ojeador y encargado de los fichajes.
El 16 de marzo de 2015, releva a Alain Casanova en el banquillo del primer equipo con el objetivo de lograr la permanencia, meta que alcanza en la penúltima jornada de la Ligue 1 2014-15, logrando 13 puntos en 9 partidos (4 victorias, un empate y 4 derrotas). Por ello, fue confirmado para la próxima temporada.
En la Ligue 1 2015-16, el equipo comenzó con apuros, ya que perdió 7 de sus primeros 14 partidos, situándose en puestos de descenso a partir de la 11.ª jornada y terminando la primera vuelta como 19.º clasificado con 17 puntos. La situación empeoró al inicio de la segunda vuelta, pues el Toulouse no lograba reaccionar y se iba hundiendo en la penúltima plaza. El 27 de febrero de 2016, el equipo perdió contra el Stade Rennais al encajar dos goles en el tiempo de descuento (1-2). Poco después del partido, Arribagé presentó su dimisión.

## Clubes

### Como jugador
| Club          | País    | Año       | Partidos | Goles |
| ------------- | ------- | --------- | -------- | ----- |
| Toulouse FC   | Francia | 1992-1998 | 195      | 9     |
| Stade Rennais | Francia | 1998-2004 | 190      | 15    |
| Toulouse FC   | Francia | 2004-2008 | 140      | 6     |

### Como entrenador
| Club        | País    | Año       | P  | PG | PE | PP | % v.  |
| ----------- | ------- | --------- | -- | -- | -- | -- | ----- |
| Toulouse FC | Francia | 2015-2016 | 43 | 11 | 12 | 20 | 25.58 |